# Photodégradation d'un polymère
La photodégradation des polymères est une détérioration moléculaire de ce dernier due à son exposition à des rayonnements surtout ultraviolets (UV). Elle peut avoir lieu par photolyse ou par photo-oxydation. Le polymère ainsi détérioré peut se fissurer ou se désintégrer. Le problème est commun dans les produits exposés à la lumière du soleil. L'exposition continue est un problème plus sérieux que l'exposition intermittente, car l'attaque dépend de l'étendue et du degré d'exposition.

## Effets
La photodégradation est un changement chimique qui réduit la masse molaire du polymère. En conséquence, le matériau devient plus fragile, avec une réduction de sa résistance à la traction, à l'impact et à l'allongement. La décoloration et la perte de la surface lisse accompagnent la photodégradation. Les concentrations élevées de contraintes localisées et de température sont des facteurs qui augmentent considérablement l'effet de la photodégradation.

## Polymères concernés
Les polymères synthétiques courants qui peuvent être attaqués comprennent le polypropylène et le LDPE, où les liaisons carbone tertiaires dans leurs chaînes sont les sites attaqués. Les rayons ultraviolets interagissent avec ces liaisons pour former des radicaux libres, qui réagissent ensuite davantage avec l'oxygène dans l'atmosphère, produisant des groupes carbonyles dans la chaîne principale. Les surfaces exposées des produits peuvent alors se décolorer et se fissurer, et dans des cas extrêmes, une désintégration complète du produit peut se produire.
Dans les produits fibreux comme les cordes utilisées dans des applications extérieures, la durée de vie du produit sera faible car les fibres externes seront attaquées en premier et seront facilement endommagées par l'abrasion par exemple. Une décoloration de la corde peut également se produire, donnant ainsi un avertissement précoce du problème.
Les polymères qui possèdent des groupes absorbant les ultraviolets tels que les cycles aromatiques peuvent également être sensibles à la dégradation. Les fibres d'aramide comme le Kevlar sont hautement sensibles aux ultraviolets et doivent être protégées des effets délétères de la lumière du soleil.

## Détection

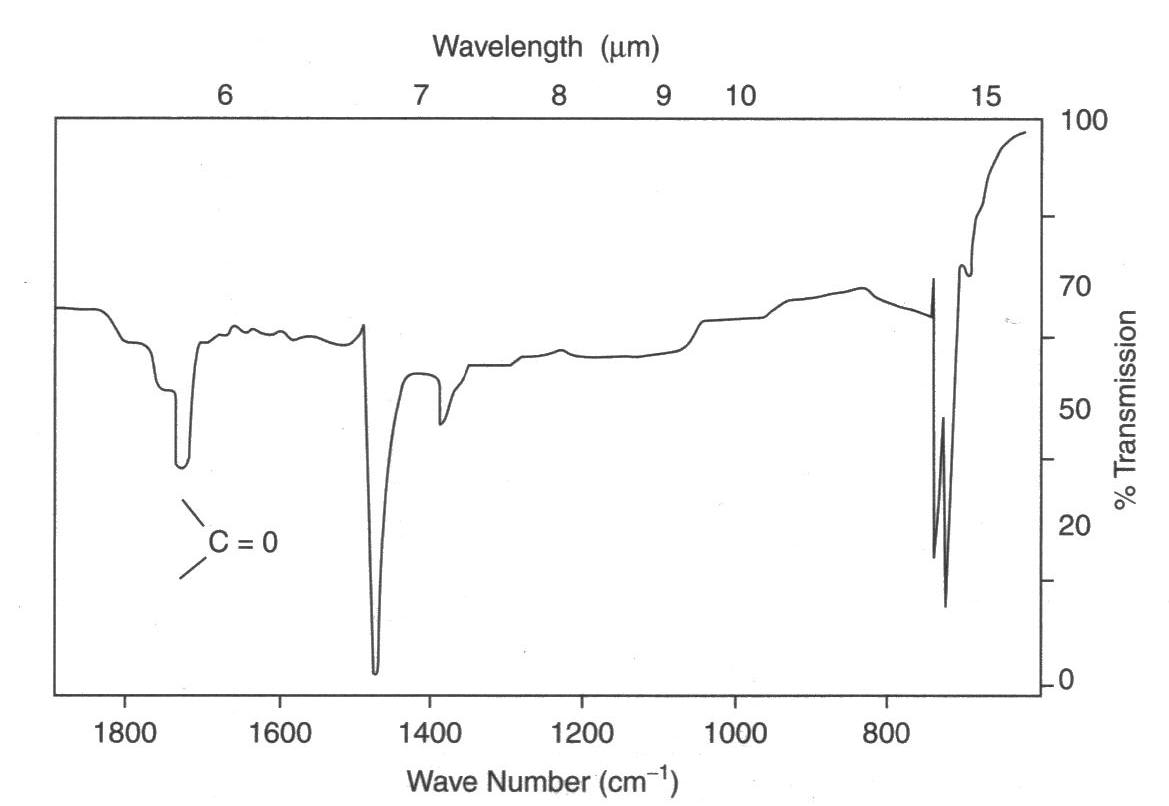
Spectre infrarouge montrant l'absorption de la fonction carbonyle résultant de la dégradation par les UV d'un polyéthylène.

Le problème peut être détecté avant que des fissures sérieuses soient observées dans un produit en utilisant la spectroscopie infrarouge, où l'attaque se produit par oxydation de liaisons activées par le rayonnement ultraviolet formant des groupes carbonyle dans les chaînes de polymère.
Dans l'exemple présenté ici, les groupes carbonyle ont été facilement détectés par spectroscopie infrarouge à partir d'un film mince. Le produit était un cône de signalisation fabriqué par rotomoulage en LDPE, qui s'était fissuré prématurément en service. De nombreux cônes similaires ont également échoué parce qu'un additif anti-UV n'avait pas été utilisé pendant leur fabrication.

## Prévention
La résistance à l'attaque par la lumière du soleil peut être augmentée en ajoutant des additifs anti-UV au polymère lors du mélange des ingrédients, avant la mise en forme du produit par moulage par injection par exemple. Les stabilisants UV dans les plastiques agissent généralement en absorbant préférentiellement le rayonnement UV et en dissipant l'énergie sous forme de chaleur à basse température. Les produits utilisés sont similaires à ceux des produits de protection solaire, qui protègent la peau contre les attaques UV. Différents stabilisants UV sont utilisés en fonction du matériau, de la durée de vie prévue et de la sensibilité à la dégradation UV.
Les stabilisants UV, tels que les benzophénones, agissent en absorbant le rayonnement UV et en empêchant la formation de radicaux libres. En fonction de la substitution, le spectre d'absorption UV est modifié pour correspondre à l'application. Les concentrations varient normalement de 0,05 % à 2 %, avec certaines applications jusqu'à 5 %.
Les antioxydants sont utilisés pour inhiber la formation d'hydroperoxydes dans le processus de photo-oxydation.
Les colorants et les pigments sont utilisés dans les matériaux polymères pour fournir des propriétés de changement de couleur. Ces additifs peuvent aussi réduire la vitesse de dégradation par UV des polymères.

## Prédiction

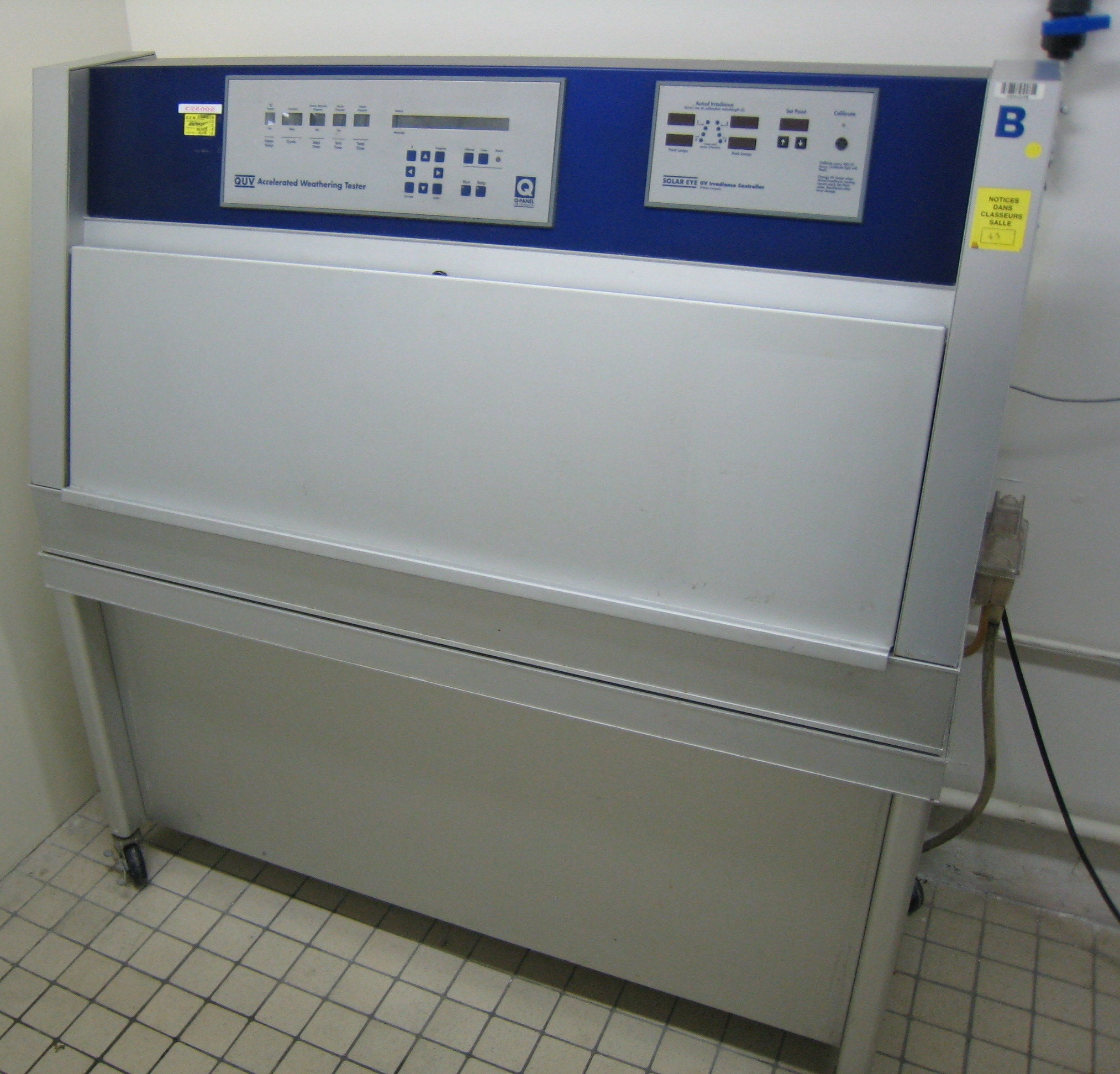
Exemple de dispositif de test utilisé pour prédire la dégradation par UV des matériaux.

Les effets de la dégradation par UV des matériaux nécessitant une longue durée de vie peuvent être mesurés à l'aide de tests d'exposition accélérés. Avec les technologies modernes de concentrateur solaire, il est possible de simuler 63 ans d'exposition naturelle aux rayonnements UV sur un appareil de test en une seule année.

## Photo-oxydation
La photo-oxydation est la dégradation de la surface d'un polymère en présence d'oxygène ou d'ozone sous l'effet d'énergie radiante telle que les ultraviolets (UV) ou la lumière artificielle. Ce processus est le facteur le plus important dans l'altération des polymères.
Des fonctions aldéhydes, cétones ou acides carboxyliques sont générées par des espèces oxygénées le long ou à la fin des chaînes polymères. L'amorçage des réactions de photo-oxydation est due à l'existence de groupes chromophores dans les polymères. La photo-oxydation peut se produire simultanément avec la dégradation thermique et chacun de ces effets peut accélérer l'autre.
Les réactions de photo-oxydation comprennent la scission de chaîne, la réticulation et les réactions oxydatives secondaires. Les étapes  suivantes peuvent être considérées :
1. amorçage : les radicaux libres sont formés par l'absorption de photons ;
2. propagation : un radical libre réagit avec l'oxygène pour produire un radical polymère peroxy (POO•). Celui-ci réagit avec une molécule de polymère pour générer de l'hydroperoxyde de polymère (POOH) et un nouveau radical de polymère alkyle (P•) ;
3. ramification des chaînes : les radicaux oxy de polymère (PO•) et les radicaux hydroxy (HO•) sont formés par photolyse ;
4. terminaison : la réticulation est le résultat de la réaction de différents radicaux libres entre eux.

## Impact sur le plastique en milieu marin
Parmi les polymères susceptibles d'être dégradés par les rayons UV se trouvent les plastiques flottants en milieu marin qui peuvent être exposés à d'importante quantité de lumière solaire (notamment dans les régions tropicales et subtropicales).

### Paradoxe du plastique manquant
Selon les estimations, la quantité de plastique observée à la surface des océans est largement plus faible que la quantité estimée de plastique avec une flottabilité élevée relâchée dans les océans (depuis 1950). Plusieurs hypothèses peuvent expliquer ce paradoxe :
- Le transport est sur-estimé : les rivières représentent la principale source de transport mais le transport fluvial peut être sur-estimé.
- Les processus d'enlèvement du plastique peuvent être sous-estimé. Entre autres :
  - Les plastiques avec une flottabilité faible peuvent quitter la surface pour se retrouver en profondeur mais la plupart des plastiques retrouvés à la surface ont une flottabilité bien plus élevée que ceux-ci. Parmi ces plastiques flottants se trouvent notamment le polyéthylène et le polypropylène qui représentent plus de 50% de la production mondiale[3].
  - Les plastiques peuvent être transportés sur la rive/zone côtière ou s'accumuler dans des bassins ou des tourbillons subtropicaux. La dégradation, de nature diverse (microbienne, chaleur, hydrolyse.. bien que les 2 derniers joueraient un rôle mineur), sera alors facilitée.
  - La photodégradation: les rayons UV déclenchent une cassure de la chaîne de polymère. Cela provoque la formation de carbones inorganiques dissous ou carbones organiques dissous dans l'eau ainsi que des molécules volatiles (petites chaînes hydrocarbonées).

### Impact de la photodégradation
La photodégradation aurait un impact majeur sur la dégradation du plastique et expliquerait en majeure partie le paradoxe énoncé ci-dessus. Elle provoquerait la dégradation des grosses particules de microplastique de plus de 1,7% par an ce qui suggère que 22% de tous les plastiques flottants jamais rejetés dans les océans pourraient avoir été dégradés par le rayonnement solaire.
En revanche, la photodégradation transforment la majorité des polymères de plastique en composés organiques plus petits au lieu de plastiques inorganiques comme le CO2. Les composés organiques comprennent une grande diversité de nanoplastiques signifiant ainsi que la photodégradation pourrait augmenter la quantité de nanoplastiques dans les zones où le plastique s'accumule ce qui impacterait alors la vie marine.